# Osiniak-Piotrowo
Osiniak-Piotrowo (deutsch Fedorwalde-Peterhain) ist ein Dorf in der polnischen Woiwodschaft Ermland-Masuren. Es gehört zur Gmina Ruciane-Nida (Stadt- und Landgemeinde Rudczanny/Niedersee-Nieden) im Powiat Piski (Kreis Johannisburg).

## Geographische Lage
Osiniak-Piotrowo liegt im südlichen Osten der Woiwodschaft Ermland-Masuren, 27 Kilometer südöstlich der einstigen Kreisstadt Sensburg (polnisch Mrągowo) bzw. 20 Kilometer nordwestlich der jetzigen Kreismetropole Pisz (deutsch Johannisburg).

## Geschichte
Die kleinen, ursprünglich eigenständigen Dörfer Fedorwalde (bis 1835: Fedorowen) und Peterhain (bis 1835: Piotrowen) wurden in den 1830er Jahren von aus Polen eingewanderten Mitgliedern der Sekte der Philipponen gegründet. Am 18. Februar 1835 bestätigte der Gumbinner Regierungspräsident beide Orte zusammen mit acht weiteren als „neue Etablissements“, die als eigenständige Kommunen anerkannt würden. 
Am 13. Juni 1874 wurden aus den zum Forst-Gutsbezirk Guszianka gehörenden beiden Forstkolonien Fedorwalde und Peterhain die Landgemeinde Fedorwalde-Peterhain gebildet. Sie wurde in den neu errichteten Amtsbezirk Ukta eingegliedert, dem sie bis 1945 angehörte und der dem Kreis Sensburg im Regierungsbezirk Gumbinnen (ab 1905: Regierungsbezirk Allenstein) in der preußischen Provinz Ostpreußen zugeordnet war.
Im Jahr 1910 waren in Fedorwalde-Peterhain 338 Einwohner registriert. Ihre Zahl stieg bis 1933 auf 345 und belief sich 1939 auf noch 302.
Aufgrund der Bestimmungen des Versailler Vertrags stimmte die Bevölkerung im Abstimmungsgebiet Allenstein, zu dem Fedorwalde-Peterhain gehörte, am 11. Juli 1920 über die weitere staatliche Zugehörigkeit zu Ostpreußen (und damit zu Deutschland) oder den Anschluss an Polen ab. In Fedorwalde-Peterhain stimmten 220 Einwohner für den Verbleib bei Ostpreußen, auf Polen entfielen keine Stimmen.
In Kriegsfolge kam die Gemeinde 1945 mit dem gesamten südlichen Ostpreußen an Polen und erhielt die polnische Namensform „Osiniak-Piotrowo“. Heute ist Osiniak Sitz eines Schulzenamtes (polnisch Sołectwo) und als solches eine Ortschaft im Verbund der Stadt- und Landgemeinde Ruciane-Nida (Rudczanny/Niedersee-Nieden) im Powiat Piski (Kreis Johannisburg), bis 1998 der Woiwodschaft Suwałki, seither der Woiwodschaft Ermland-Masuren zugehörig. Im Jahre 2011 zählte Osiniak-Piotrowo 196 Einwohner.

## Kirche
Bis 1945 waren Fedorwalde und Peterhain getrennt und dann auch vereint in die evangelische Kirche Alt Ukta in der Kirchenprovinz Ostpreußen der Kirche der Altpreußischen Union bzw. in die römisch-katholische Kirche Sensburg im Bistum Ermland eingepfarrt. 
Heute gehört Osiniak-Piotrowo katholischerseits zur Pfarrei Ukta im Bistum Ełk der Römisch-katholischen Kirche in Polen, evangelischerseits ebenfalls zu Ukta, das heute eine Filialgemeinde der Pfarrei Mikołajki (Nikolaiken) in der Diözese Masuren der Evangelisch-Augsburgischen Kirche in Polen ist.

## Verkehr
Osiniak-Piotrowo liegt ein wenig abseits vom Verkehrsgeschehen und ist über eine Landwegverbindung von Wojnowo (Eckertsdorf) aus zu erreichen. Die nächste Bahnstation ist Ruciane-Nida an der Bahnstrecke Olsztyn–Ełk (deutsch Allenstein–Lyck).

## Aus dem Ort gebürtig
- Ludmila (Lidia) Polakowska = „Mutter Ludmila“ (* 20. Februar 1927 in Fedorwalde), polnische Ordensschwester und Klostervorsteherin in Góra Grabarka und Wojnowo[12] († 2016)